# العلاقات الإسواتينية السنغافورية
العلاقات الإسواتينية السنغافورية هي العلاقات الثنائية التي تجمع بين إسواتيني وسنغافورة.

## مقارنة بين البلدين
هذه مقارنة عامة ومرجعية للدولتين:
| وجه المقارنة                                              | إسواتيني                                   | سنغافورة                                                             |
| --------------------------------------------------------- | ------------------------------------------ | -------------------------------------------------------------------- |
| المساحة (كم2)                                             | 17.36 ألف                                  | 719                                                                  |
| عدد السكان (نسمة)                                         | 1.37 مليون                                 | 5.89 مليون                                                           |
| الكثافة السكانية (ن./كم²)                                 | 78.92                                      | 819.19 ألف                                                           |
| العاصمة                                                   | لوبامبا، مبابان                            | سنغافورة                                                             |
| اللغة الرسمية                                             | لغة إنجليزية، لغة سوازي                    | لغة إنجليزية، اللغة الملايو، اللغة الصينية القياسية، اللغة التاميلية |
| العملة                                                    | ليلانغيني سوازيلندي                        | دولار سنغافوري                                                       |
| الناتج المحلي الإجمالي (بليون دولار)                      | 4.41 مليار                                 | 323.91 مليار                                                         |
| الناتج المحلي الإجمالي (تعادل القوة الشرائية) بليون دولار | 11.13 مليار                                | 472.59 مليار                                                         |
| الناتج المحلي الإجمالي الاسمي للفرد دولار أمريكي          | 3.20 ألف                                   | 52.89 ألف                                                            |
| الناتج المحلي الإجمالي للفرد دولار أمريكي                 | 8.29 ألف                                   | 82.76 ألف                                                            |
| مؤشر التنمية البشرية                                      | 0.531                                      | 0.925                                                                |
| رمز المكالمات الدولي                                      | +268                                       | +65                                                                  |
| رمز الإنترنت                                              | .sz                                        | .sg                                                                  |
| المنطقة الزمنية                                           | التوقيت القياسي لجنوب أفريقيا، ت ع م+02:00 | ت ع م+08:00، توقيت سنغافورة المنسق ‏                                  |

## منظمات دولية مشتركة
يشترك البلدان في عضوية مجموعة من المنظمات الدولية، منها:
| علم المنظمة | اسم المنظمة                               | تاريخ انضمام إسواتيني | تاريخ انضمام سنغافورة |
| ----------- | ----------------------------------------- | --------------------- | --------------------- |
|             | مؤسسة التنمية الدولية                     | 22 سبتمبر 1969        | 27 سبتمبر 2002        |
|             | يونسكو                                    | 25 يناير 1978         | 8 أكتوبر 2007         |
|             | وكالة ضمان الاستثمار متعدد الأطراف        | 18 أبريل 1990         | 24 فبراير 1998        |
|             | الأمم المتحدة                             | 24 سبتمبر 1968        | 21 سبتمبر 1965        |
|             | دول الكومنولث                             | ?                     | ?                     |
|             | الاتحاد البريدي العالمي                   | ?                     | ?                     |
|             | البنك الدولي للإنشاء والتعمير             | 22 سبتمبر 1969        | 3 أغسطس 1966          |
|             | الاتحاد الدولي للاتصالات                  | 11 نوفمبر 1970        | 22 أكتوبر 1965        |
|             | منظمة حظر الأسلحة الكيميائية              | ?                     | ?                     |
|             | مؤسسة التمويل الدولية                     | 22 سبتمبر 1969        | 4 سبتمبر 1968         |
|             | المركز الدولي لتسوية المنازعات الاستشارية | 14 يوليو 1971         | 13 نوفمبر 1968        |
|             | منظمة التجارة العالمية                    | ?                     | ?                     |
|             | منظمة الشرطة الجنائية الدولية             | ?                     | ?                     |

## وصلات خارجية
- موقع وزارة الخارجية السنغافورية